# Rough and Ready (film 1918)
Rough and Ready è un film muto del 1918 diretto da Richard Stanton.

## Trama
A New York, Bill Stratton chiede la mano di Evelyn Durant. La ragazza, figlia di un minatore che lei crede essere il più ricco cercatore d'oro dell'Alaska, si fidanza con lui ma, quando Bill cerca di impedire che Bess, la moglie di un suo amico, fugga via di casa con Jack Belmont, Evelyn fraintende il suo interessamento nei riguardi di Bess e rompe il fidanzamento. Bill, sconsolato, parte per Yellow Gulch, una cittadina mineraria in Alaska. Vi ritrova Belmont, sempre meno simpatico, che ora è diventato proprietario dell'hotel locale. A Yellow Gulch vive anche Matthew, il padre di Evelyn, che, in realtà è un poveraccio che ha sempre raccontato bugie alla figlia, dicendole che era ricchissimo. Ora teme l'arrivo della ragazza che lo sbugiarderebbe. Bill si incarica di dire lui la verità ad Evelyn che va a incontrare alla stazione. Benché lui cerchi di essere il più possibile gentile e delicato, Evelyn la prende male e lo accusa di falsare la verità per suo tornaconto personale, cercando in questo modo di rientrare nelle sue grazie. Poi lo lascia, affidandosi invece a Belmont, che si offre di portarla dal padre. Bill, sospettando che l'interesse di Belmont sia poco pulito, li segue. Tra i due uomini scoppia una feroce lotta che, tra alti e bassi, alla fine porta alla morte di Belmont. Bill riesce a convincere Evelyn di amarla davvero e la riunisce quindi al padre.

## Produzione
Il film fu prodotto dalla Fox Film Corporation. Le scene in esterni furono girate a Port Henry, sui Monti Adirondack.

## Distribuzione
Distribuito dalla Fox Film Corporation, il film uscì nelle sale cinematografiche statunitensi il 24 marzo 1918.